# Suuri-Juminen
Suuri-Juminen är en sjö i kommunen Lapinlax i landskapet Norra Savolax i Finland. Sjön ligger 98,1 meter över havet. Den är 15,09 meter djup. Arean är 3,79 kvadratkilometer och strandlinjen är 27,75 kilometer lång. Sjön  ingår i Vuoksens huvudavrinningsområde.   Den ligger omkring 61 kilometer norr om Kuopio och omkring 390 kilometer norr om Helsingfors. 
I sjön finns öarna Sälevänsaari, Vattusaari, Väkkärä, Aidassaari, Selkäsaari, Kaimosaari, Pienet Kaimosaaret och Pitkäsaari. 
Söder om Suuri-Juminen ligger Saarinen. 